# Palancares (Salamanca)
Palancares es una entidad de población española, hoy día despoblada, del municipio de Juzbado, perteneciente a la provincia de Salamanca, en la comunidad autónoma de Castilla y León.

## Demografía
En 2023, la entidad singular de población de Palancares tenía empadronados 0 habitantes.